# Uroobovella marginata
Uroobovella marginata，舊作Fuscuropoda marginata，是一種寄生性食腐動物，主要以真菌為食，不過這些蟎蟲亦會攻擊線蟲、雙翅目昆蟲的幼蟲和未成熟階段的蟎類，例如 Caloglyphus mycophagus (Megnin)。
根據Raut and Panigrahi (1991)的觀察，在印度有本物種以高突足襞蛞蝓（Laevicaulis alte (de Férussac)，屬皺足蛞蝓科）為食。這種腹足綱的蛞蝓原產於非洲大陸，由於在多個熱帶地區（西起非洲、印度次大陸、東至東南亞、印尼及太平洋諸島）對農作物嚴重侵害，因而被視為入侵物種；所以本物種成為了控制高突足襞蛞蝓的生物控制手段。